# Action réelle
Selon le vocabulaire juridique, une action réelle est une action par laquelle on demande en Justice la reconnaissance ou la protection d'un droit réel. L'action réelle peut viser un droit réel principal (comme le droit de propriété ou l'usufruit) ou accessoire (comme une servitude ou une hypothèque).

## Droit français
On dit que l'action est mobilière si le droit réel exercé porte sur un meuble, et on parle d'action immobilière si ce dernier porte sur un immeuble.
En France, les actions réelles (de res, la chose, en latin) viennent du droit romain et sont classiquement à distinguer des actions personnelles. Les actions réelles comprennent à la fois les actions possessoires et les actions pétitoires.

## Droit québécois
En droit québécois, la notion d'action réelle figure à l'article 3152 du Code civil du Québec, dans le livre du droit international privé.
Dans le jugement Terre‑Neuve‑et‑Labrador (Procureur général) c. Uashaunnuat (Innus de Uashat et de Mani‑Utenam) de la Cour suprême du Canada, les juges majoritaires et les juges dissidents traitent de la loi, la jurisprudence et la doctrine concernant l'action réelle et l'action mixte.  